# Rush (canción de Troye Sivan)
«Rush» es el primer sencillo del tercer álbum de estudio del cantante australiano Troye Sivan, Something to Give Each Other. Fue lanzado el 13 de julio de 2023 a través de los sellos Capitol Records y EMI.

## Antecedentes
Sivan adelantó por primera vez la canción en junio de 2023, revelando sus créditos y título, este último inspirado por la marca homónima de poppers, aunque también describe la sensación de bailar con alguien «caliente».

## Composición
La temática de «Rush» está basada en el sexo, baile, la comunidad queer y el amor incondicional y devorador, apasionado y platónico.
Troye describe a la canción como «la sensación de besar a un extraño sudoroso en una pista de baile, una cita de dos horas que se convirtió en un fin de semana, un crush, un invierno, un verano», también como «fiesta tras fiesta, after party tras after party. Todas mis experiencias de un capítulo donde me siento confiado, suelto y liberado. Independiente, pero de alguna manera más conectado con la música y la comunidad que me rodea».
La canción está escrita en Fa m, con un tempo de 126 PPM y una duración de 2 minutos y 36 segundos.

## Recepción crítica
«Rush» fue aclamada por la crítica, siendo catalogada como la mejor canción nueva según Shaad D'Souze de Pitchfork, recibiendo el halago de ser un «éxtasis puro» con «un estribillo que aprovecha la calentura latente y el homoerotismo de un cántico de fútbol».

## Posicionamiento en listas
| Lista                                 | Mejor posición |
| ------------------------------------- | -------------- |
| Alemania (Offizielle Top 100)         | 85             |
| Estados Unidos (Billboard Hot 100)    | 77             |
| Australia (ARIA)                      | 12             |
| Irlanda (IRMA)                        | 8              |
| Lituania (AGATA)                      | 8              |
| Reino Unido (Official Charts Company) | 22             |